# Menterne
Menterne is een oude naam voor het Klei-Oldambt (zie daar), dat is noordelijk deel van het Oldambt in de provincie Groningen.  
De naam Menterne is afgeleid van de riviernaam Munte en betekent vermoedelijk 'hoek bij de Munte'. De naam komt uitsluitend in Latijnse stukken voor. Menterne was tevens de Latijnse naam voor het dorp Termunten. Ook het vroegere Grijzemonnikenklooster bij Baamsum werd wel zo aangeduid.
De Menterne is de naam van een dorpshuis in Muntendam. Menterne tevens de naam van een voormalig verzorgingshuis en een straat in Wagenborgen.